# Gates, Tennessee
Gates är en ort i Lauderdale County i delstaten Tennessee, USA.